# Noepesu
Noepesu is een bestuurslaag in het regentschap Timor Tengah Utara van de provincie Oost-Nusa Tenggara, Indonesië. Noepesu telt 1472 inwoners (volkstelling 2010).